# Урбинский университет
Урбинский университет имени Карло Бо (итал. Università degli Studi di Urbino Carlo Bo) — итальянский университет, расположенный в городе Урбино, провинция Марке.

## История
Университет в Урбино был основан в 1506 году, во время правления герцога Урбинского Гвидобальдо да Монтефельтро, покровителя просвещения и искусств. В следующем году создание университета утвердил папа римский Юлий II в специальной булле — «Ad Sanctam Beati Petri Sedem Divina Dispositione Sublimati». Изначально в Урбино обучались лишь медики, но уже со второй половины XVI века здесь преподавали римское право и свободные искусства (риторику, логику и другие).
После объединения Италии (1870) Урбинский университет получил статус «свободного». В 2003 году он был назван именем Карло Бо (1911—2001), ректора в 1947—2001 годах, который многое сделал для сохранения традиций и развития университета.
Сейчас подразделения университета располагаются в Пезаро и Фано (города в Марке), где проходят обучение более 400 человек.

## Современность
В XXI веке в состав университета Урбино входят 10 факультетов:
- естественных наук
- иностранных языков и литературы
- медицинский
- педагогический
- политических наук
- права
- социологический
- физической культуры и спорта
- философский
- экономический

На них обучаются более 14 тысяч студентов из Марке и других областей Италии. Ежегодно на базе правового факультета проходит международный семинар европейского права, имеющий полувековую историю.

## Галерея

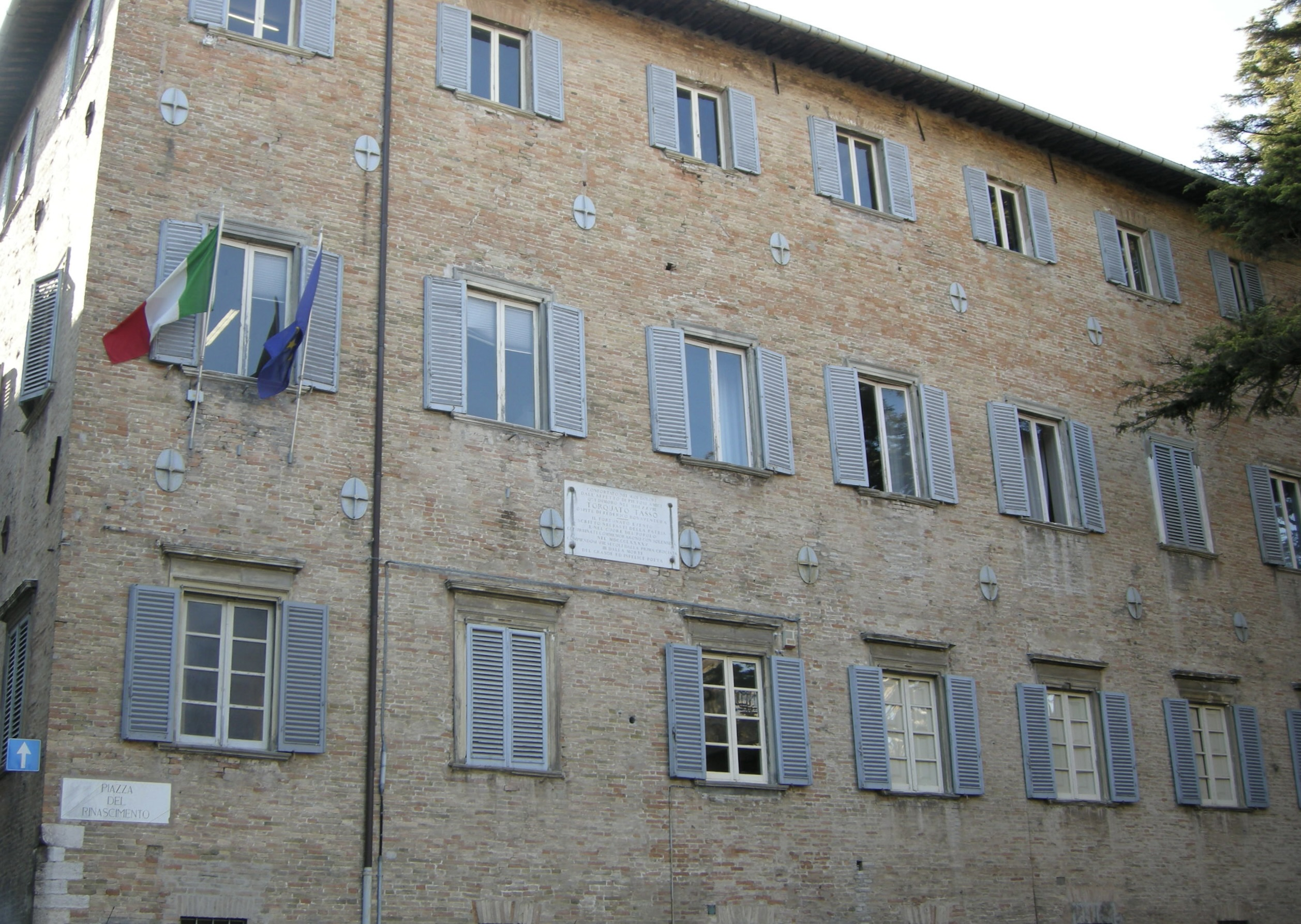
Одно из университетских зданий — палаццо Бонавентура (2011)
Студенты в университетской библиотеке (2014)
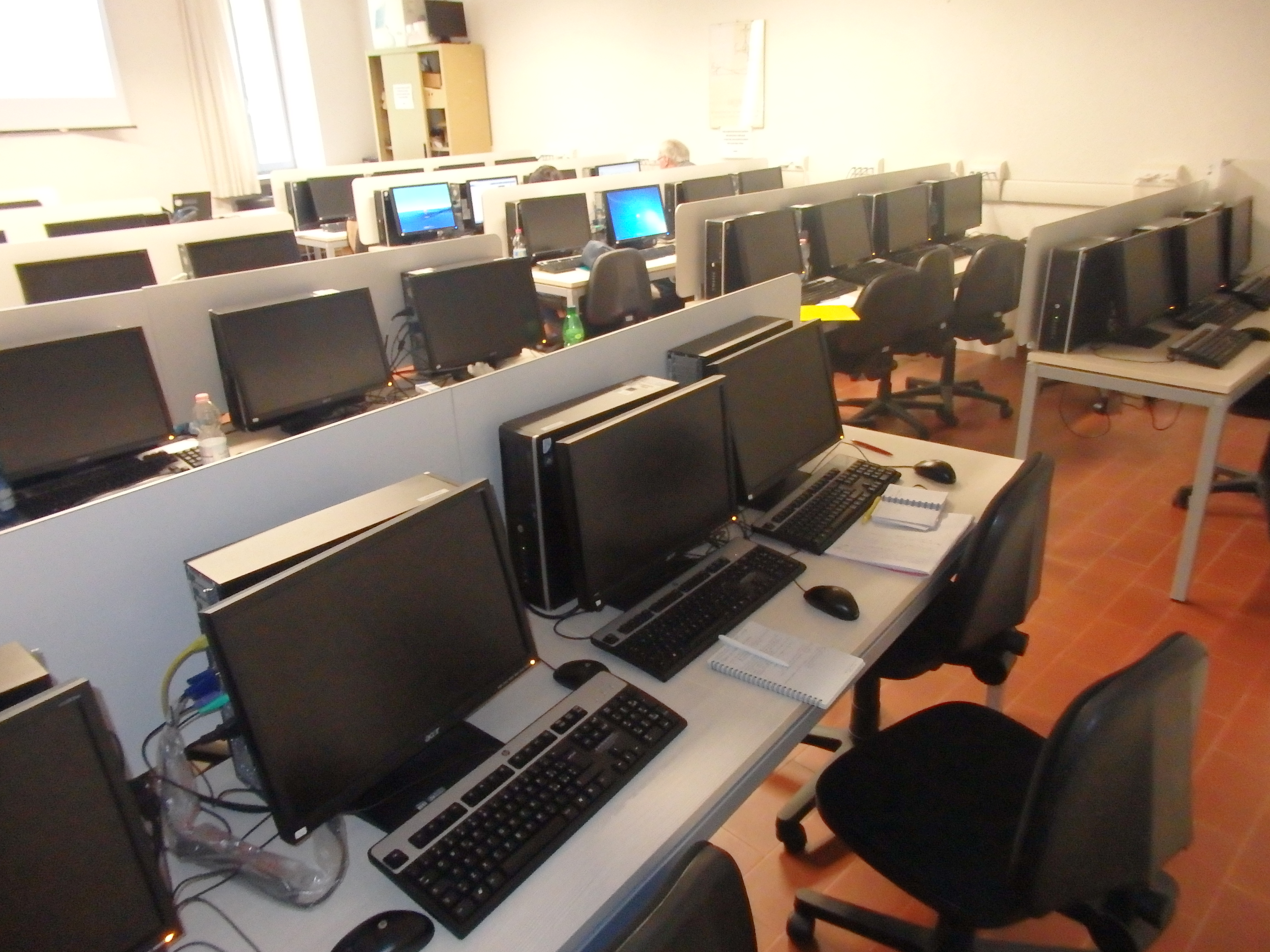
Одна из аудиторий университета (2016)
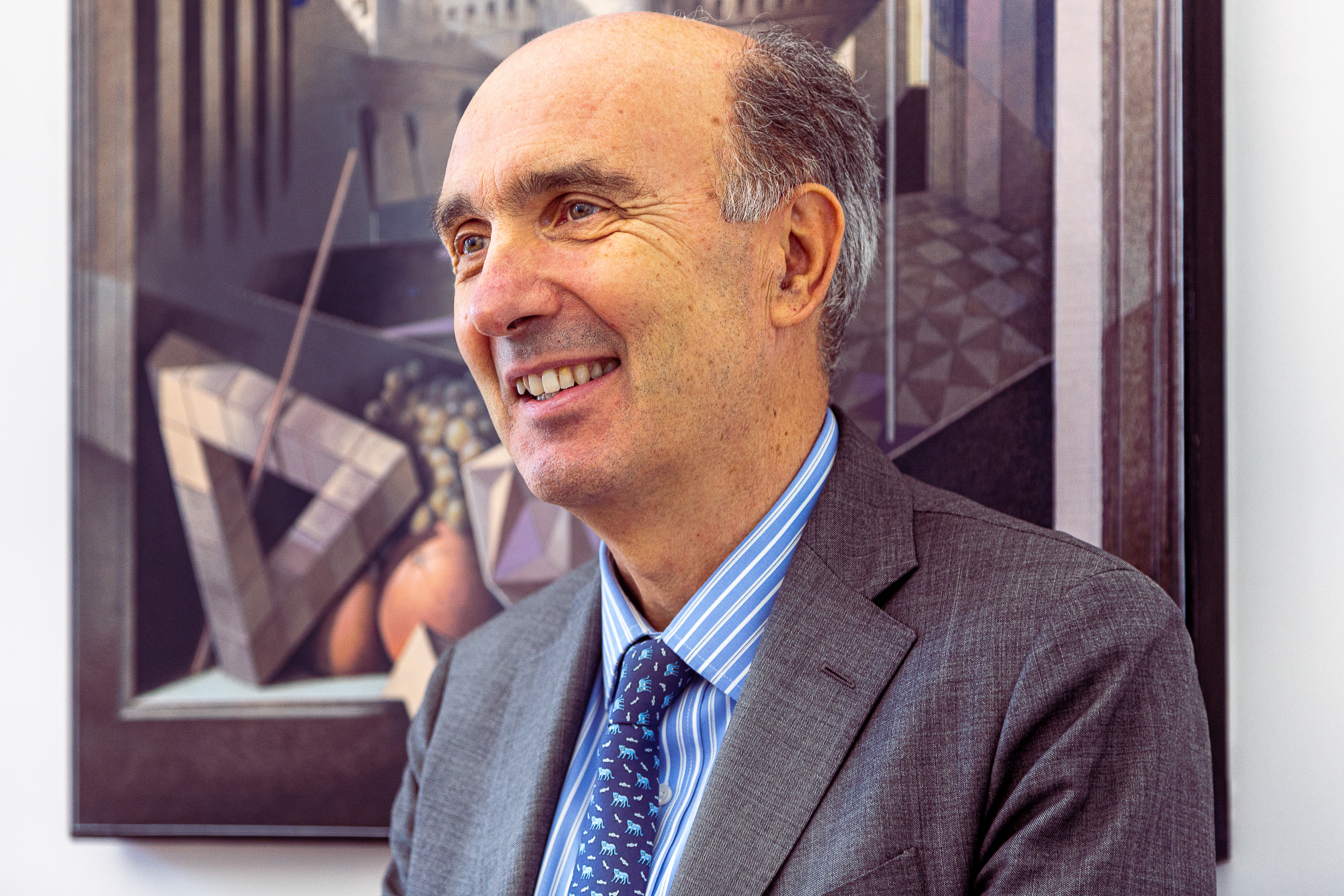
Джорджо Кальканьини — ректор Урбинского университета (2020)